# Дибромид-иодид бора
Дибромид-иодид бора — неорганическое соединение
бора, брома и иода с формулой BBr2I,
бесцветная жидкость,
реагирует с водой.

## Физические свойства
Дибромид-иодид бора образует бесцветную жидкость.

## Химические свойства
- Реагирует с водой:

{\displaystyle {\mathsf {BBr_{2}I+3H_{2}O\ {\xrightarrow {}}\ B(OH)_{3}+2HBr+HI}}}

## Токсичность
Токсичен, опасна реакция с водой, в ходе которой выделяются опасные бромоводород и иодоводород .